# Eduard Lamprecht
Heinrich Eduard Lamprecht (* 23. Januar 1816 in Chemnitz; † 4. Juli 1884 ebenda) war ein deutscher Lehrer und Redakteur.

## Leben und Wirken
Er studierte von 1834 bis 1838 an der Universität Leipzig Theologie. Nach bestandenen theologischen Prüfungen war Lamprecht ab 1841 zunächst einige Zeit als Hauslehrer tätig. 1843 erhielt er eine feste Anstellung als Lehrer am Progymnasium in Chemnitz. 1848 wechselte er als Lehrer an die dortige Königliche Höhere Gewerbschule. Hier wurde er 1863 zum Professor der deutschen Sprache und Literatur ernannt, später auch für Volkswirtschaftslehre. Er arbeitete u. a. die Satzung für den Gesangsverein der Gewerbschüler „Concordia“ aus. 
1848 wurde Lamprecht Mitbegründer des Chemnitzer Tageblatts, das er 1866 als alleiniger Redakteur übernahm.
Er war bürgerlich-liberal eingestellt und wurde 1848 zweiter Vorsitzender des Bürgervereins der Stadt Chemnitz.
Seine Tochter Margarete Lamprecht sah sich 1922 gezwungen, bei der Gewerbeschule in Chemnitz einen Antrag auf Unterstützung zu stellen.

## Publikationen (Auswahl)
- Der kleine Sachse. Wesel, 1843.
- Erinnerungen an die Zusammenkunft ehemaliger Lehrer und Schüler des Lyceum zu Chemnitz den 6. und 7. Oktober 1845. Pickenhahn, Chemnitz, 1845.
- Ueber deutsche Rechtschreibung. Programm der Königl. höheren Gewerbschule. Chemnitz, 1855.
- Das Mädchen aus der Fremde. Festspiel zur Aufführung auf dem Chemnitzer Actientheater am 10. November 1859. Pickenhahn Chemnitz, 1859.
- Die nordische Wunderblume. Elisabeth Kulmann. Zwickau, 1868.
- Ueber die Pädagogenzunft. Ansichten eines nichtzünftigen Schulmeisters. Selbstverlag, Chemnitz, 1868.
- Zehn Tage in preußischer Kriegsgefangenschaft. Leipzig, 1868.
- Ueber Declination der Adjective. In: Deutscher Sprachwart, 1868.